# Luis Izquierdo (director)
Luis Izquierdo González (La Coruña, 10 de abril de 1931) fue un músico español, compositor y director de orquesta.

## Biografía
Debuta como pianista a los quince años. En el Real Conservatorio de Madrid obtuvo el Premio Extraordinario y el Primer Premio de Virtuosismo de Piano, siendo alumno de José Cubiles.
Desde 1952 a 1959 es profesor de acompañamiento en la cátedra de Gerardo Gombau, labor que alterna con su formación musical bajo la dirección de Francisco Calés, Victorino Echevarría y Julio Gómez, iniciando su andadura profesional como director de coro y pianista. Consigue en esta época el Premio de la Real Academia de Bellas Artes de San Fernando de Madrid y la Beca de la Fundación March.
Realiza estudios de dirección de orquesta en Viena con Hans Swarowsky y en Salzburgo con Gerhard Wimberger, graduándose oficialmente como Kapellmeister en el Mozarteum. Asimismo tiene contactos en cursos especializados con maestros como Doráti, Karajan, Leinsdorf, Szell, Scherchen, Paumgartner y Fasano.
En 1962 obtiene una Cátedra de Piano en el Conservatorio Superior de Música de Sevilla, donde más tarde ocupa la de Conjunto Coral e Instrumental. Aquel mismo año es nombrado director de la Asociación Coral de Sevilla, cargo que ostentaría hasta junio de 1971, y director titular de la Orquesta Bética de Cámara. 
En 1964 pasa a dirigir la Orquesta Filarmónica de Sevilla, que a partir de 1976 se denominaría Orquesta Bética Filarmónica, entidad que rige hasta enero de 1990, fecha en que interpreta bajo su batuta El Mesías de Händel. Posteriormente se traslada al Conservatorio de Madrid donde compagina su cátedra con su labor de director.
Luis Izquierdo ha dirigido prácticamente la totalidad de las orquestas españolas y muchas de otros países. Está en posesión de la Encomienda de Alfonso X el Sabio y es Académico de la Real de Santa Isabel de Hungría de Sevilla, habiéndosele otorgado el sello de la Ciudad de Sevilla por su labor musical.
Desde su recuperación como concierto sacro hasta 2007, ha dirigido anualmente el célebre Miserere de Hilarión Eslava para la Catedral de Sevilla, que grabó para el sello Deutsche Grammophon en 2008.
Su repertorio musical está compuesto por unos 800 títulos, abarcando todos los estilos desde Bach a Bartók, desde Beethoven a la última vanguardia musical, incluso estrenos de los más jóvenes valores; asimismo, el género operístico, desde Telemann o Pergolesi, pasando por Mozart, Verdi, Puccini, Donizetti, etcétera.